# یان ماخولسکی
یان ماخولسکی (لهستانی: Jan Henryk Machulski؛ ‏ ۳ ژوئیهٔ ۱۹۲۸ – ۲۰ نوامبر ۲۰۰۸) کارگردان نمایش و بازیگر اهل لهستان بود.
از فیلم‌هایی که وی در آن نقش داشته است، می‌توان به کیلر، سرنوشت‌های لهستانی، اسکادران، جادوگر جوان، سفری برای یک لبخند، وابانک، کینگ‌سایز، به‌دور از جاده، سال‌های شیرین، سه داستان، خانواده جایگزین، آخرین روز تابستان، عقاب، دست‌نوشته ساراگوسا و وینچی اشاره کرد.